# Carex regeliana
Carex regeliana är en halvgräsart som först beskrevs av Georg Kükenthal, och fick sitt nu gällande namn av Dmitrij Litvinov. Carex regeliana ingår i släktet starrar, och familjen halvgräs. Inga underarter finns listade i Catalogue of Life.